# Herzégovinien oriental
L'herzégovinien oriental (en serbo-croate istočnohercegovački/источнохерцеговачки ou istočnohercegovačko-krajiški/источнохерцеговачко-крајишки) est le sous-dialecte le plus répandu du dialecte chtokavien (et même plus précisément néo-chtokavien) du serbo-croate, aussi bien en termes de territoire que du nombre de locuteurs. Il constitue la base dialectale des quatre standards littéraires modernes du serbo-croate : le bosnien, le croate, le serbe et le monténégrin (ce dernier n'étant que partiellement codifié).

## Distribution
L'herzégovinien oriental est parlé dans une grande partie de la Croatie, de la Bosnie-Herzégovine, de la Serbie et du Monténégro. Il est également parlé dans quatre villages de Carniole-Blanche, en Slovénie (Miliči, Bojanci, Marindol et Paunoviči), dont les habitants descendent d'Uscoques. Son territoire est composé de deux grandes zones disjointes :
- la zone sud-est, d'où il est originaire : Herzégovine orientale, Monténégro occidental, Serbie occidentale, Bosnie orientale, Podrinje posavinien ;
- la zone nord-ouest : Bosnie occidentale et nord-occidentale, Dalmatie septentrionale avec le Gorski Kotar, des bandes plus étroites de Croatie, certaines parties de la Slavonie et du Baranja (en), de Carniole-Blanche et du Žumberak.

Comme on peut le voir sur la carte, la zone sud-est est territorialement compacte et continue alors que la zone nord-ouest est discontinue et entrecoupée de zones où d'autres dialectes chtokaviens sont parlés.
Du fait de son étendue territoriale, l'herzégovinien oriental est en contact avec tous les autres dialectes chtokaviens, à l'exception de ceux de la zone de Prizren-Timok, ainsi qu'au nord-ouest avec les dialectes de deux autres dialectes slaves méridionaux occidentaux : le tchakavien et le kaïkavien. Il est également parlé dans quelques enclaves des zones tchakavienne et kaïkavienne ainsi qu'en plusieurs points de contact avec les dialectes slovènes (en). Au nord, il est frontalier de la Hongrie, où il est aussi parlé dans quelques enclaves le long de la frontière près du Danube, ainsi qu'à la périphérie de Budapest.
Au sud, ce dialecte couvre la zone entre la Neretva et l'entrée de la Dubrovačka, la zone de Dubrovnik et son  littoral, la moitié orientale de la péninsule de Pelješac, l'île de Mljet, Konavle et la zone d'Herzégovine, le long de la côte adriatique jusqu'à Risno dans les bouches de Kotor. Sur le territoire de l'actuel Monténégro, il couvre la Vieille Herzégovine (en) avec Grahovo, la partie nord du Plješivica, Župa, Lukovo, Drobnjaci, Uskoci, Rovci, Kolašin et Morača.
Lors de la guerre de Bosnie-Herzégovine, de 1992 à 1995, il y a eu des migrations à grande échelle de population native et les parlers herzégiviniens orientaux se sont significativement répandus en Bosnie-Herzégovine. Cependant, lors de la guerre d'indépendance croate, de 1991 à 1995, le nombre de locuteurs de l'herzégovinien oriental a chuté de façon notable à la suite du vol de quelque 300 000 Serbes de Croatie qui parlaient tous ce dialecte. Dans la période d'après-guerre, les réfugiés retournant chez eux, le nombre de locuteurs sur le territoire de la Croatie a augmenté régulièrement.